# Rhinichthys falcatus
Rhinichthys falcatus és una espècie de peix cipriniforme de la família dels ciprínids.

## Morfologia
- Els mascles poden assolir 12 cm de longitud total.[1][2]

## Hàbitat
És un peix d'aigua dolça i de clima temperat.

## Distribució geogràfica
Es troba a Nord-amèrica: conques dels rius Fraser i Colúmbia a la Colúmbia Britànica, Washington, Oregon i Idaho.